# Saison 1918-1919 de la LNH
Saison précédente Saison suivante
La saison 1918-1919 est la deuxième saison de la Ligue nationale de hockey. Chacune des trois équipes de la LNH dispute dix-huit rencontres au cours de la saison et à la fin, les Canadiens de Montréal et les Sénateurs d'Ottawa remportent les deux parties de la saison. Les Canadiens remportent la finale de la LNH puis jouent par la suite la Coupe Stanley mais cette dernière n'est pas donnée en raison d'une pandémie de grippe.

## Saison régulière

### Contexte
Vingt parties sont prévues pour chaque équipe en saison régulière mais la deuxième moitié de la saison est raccourcie à huit matchs puisque les Arenas de Toronto sont contraints de suspendre leurs opérations à la suite de difficultés financières. Avec seulement deux équipes, la ligue décide de présenter une série au meilleur des sept matchs pour déclarer quel est le champion de la LNH opposé à celui de l’Association de hockey de la Côte du Pacifique pour la Coupe Stanley.

### Grandes dates
Le lancement de la saison a lieu le 21 décembre par une rencontre entre les Canadiens de Montréal et les Sénateurs d'Ottawa ; ces derniers l'emportent sur le score de 5-2. Une semaine plus tard, Georges Vézina, gardien de buts des Canadiens de Montréal, réalise un arrêt contre les Maple Leafs de Toronto ; son coéquipier Édouard Lalonde récupère le palet et inscrit un but. Vézina est crédité de la passe décisive et il devient le premier gardien de la LNH à être crédité d'une aide. À la fin de la première phase de la saison, les Canadiens sont premiers avec une fiche de sept victoires pour trois défaites.
Le 13 février, les Sénateurs s'imposent 7-0 contre les Canadiens et à cette occasion, la jeune recrue d'Ottawa et futur membre du temple de la renommée, Harry « Punch » Broadbent inscrit le premier but de sa carrière ; à cette occasion, Clint Benedict le portier d'Ottawa réalise son second blanchissage de la saison, un record dans la LNH.
Le dernier match de la saison est joué le 20 février et Benedict finit meilleur gardien de la saison avec une moyenne de 2,94 buts accordés par rencontres ; la saison d'avant, il était un des moins bon gardien de la ligue avec 5,18 buts par match,. Deux jours avant, Cy Denneny inscrit le cinquante-deuxième but de sa carrière pour devenir le meilleur buteur de la LNH depuis les débuts de la ligue.

### Résultats des matchs
| Date        | Visiteurs | Score | Locaux   |
| ----------- | --------- | ----- | -------- |
| 21 décembre | Ottawa    | 2-5   | Montréal |
| 23 décembre | Montréal  | 4-3   | Toronto  |
| 26 décembre | Toronto   | 2-5   | Ottawa   |
| 28 décembre | Toronto   | 6-3   | Montréal |
| 31 décembre | Ottawa    | 2-4   | Toronto  |
| 2 janvier   | Montréal  | 2-7   | Ottawa   |
| 4 janvier   | Ottawa    | 5-2   | Montréal |
| 7 janvier   | Montréal  | 7-6   | Toronto  |
| 9 janvier   | Toronto   | 2-4   | Ottawa   |
| 11 janvier  | Toronto   | 13-4  | Montréal |
| 14 janvier  | Ottawa    | 2-5   | Toronto  |
| 16 janvier  | Montréal  | 10-6  | Ottawa   |
| 18 janvier  | Ottawa    | 5-3   | Montréal |
| 21 janvier  | Montréal  | 3-11  | Toronto  |
| 23 janvier  | Toronto   | 2-3   | Ottawa   |

| Date        | Visiteurs | Score   | Locaux   |
| ----------- | --------- | ------- | -------- |
| 25 janvier  | Ottawa    | 0-1     | Montréal |
| 28 janvier  | Ottawa    | 2-1     | Toronto  |
| 30 janvier  | Montréal  | 2-3 (P) | Ottawa   |
| 1er février | Toronto   | 0-10    | Montréal |
| 4 février   | Montréal  | 3-6     | Toronto  |
| 6 février   | Toronto   | 1-3     | Ottawa   |
| 8 février   | Ottawa    | 4-3     | Montréal |
| 11 février  | Montréal  | 4-6     | Toronto  |
| 13 février  | Montréal  | 0-7     | Ottawa   |
| 15 février  | Toronto   | 8-2     | Montréal |
| 18 février  | Ottawa    | 4-3     | Toronto  |
| 20 février  | Toronto   | 3-9     | Ottawa   |

### Classement
La saison étant divisée en deux parties, un classement est établi à l'issue de ces deux parties de saisons. Les deux équipes finissant en tête de ces deux classements se rencontrent en finale de la LNH. Si la même équipe remporte les deux parties de la saison, elle accède directement en finale de la Coupe Stanley – ce fut le cas par la suite des Sénateurs d'Ottawa en 1919-1920.
| Clt   | Équipe   | PJ | V | D | N | BP | BC | Pts |
| ----- | -------- | -- | - | - | - | -- | -- | --- |
| +001, | Montréal | 10 | 7 | 3 | 0 | 57 | 50 | 14  |
| +002, | Ottawa   | 10 | 5 | 5 | 0 | 39 | 39 | 10  |
| +003, | Toronto  | 10 | 3 | 7 | 0 | 42 | 49 | 6   |

| Clt   | Équipe   | PJ | V | D | N | BP | BC | Pts |
| ----- | -------- | -- | - | - | - | -- | -- | --- |
| +001, | Ottawa   | 8  | 7 | 1 | 0 | 32 | 14 | 14  |
| +002, | Montréal | 8  | 3 | 5 | 0 | 31 | 28 | 6   |
| +003, | Toronto  | 8  | 2 | 6 | 0 | 22 | 43 | 4   |

- Qualifié pour les séries éliminatoires

### Meilleurs pointeurs

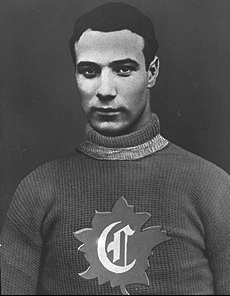
Édouard Lalonde meilleur pointeur de la saison.

Édouard Lalonde termine le meilleur buteur de la saison à égalité avec Odie Cleghorn mais avec quatre passes décisives de plus, il est le meilleur pointeur de la saison.
| Joueur           | Équipe           | PJ | B  | A  | Pts |
| ---------------- | ---------------- | -- | -- | -- | --- |
| Édouard Lalonde  | Montréal         | 17 | 22 | 10 | 32  |
| Odie Cleghorn    | Montréal         | 17 | 22 | 6  | 28  |
| Frank Nighbor    | Ottawa           | 18 | 19 | 9  | 28  |
| Cy Denneny       | Ottawa           | 18 | 18 | 4  | 22  |
| Didier Pitre     | Montréal         | 17 | 14 | 5  | 19  |
| Alf Skinner      | Toronto          | 17 | 12 | 4  | 16  |
| Harry Cameron    | Toronto / Ottawa | 14 | 11 | 3  | 14  |
| Jack Darragh     | Ottawa           | 14 | 11 | 3  | 14  |
| Ken Randall      | Toronto          | 15 | 8  | 6  | 14  |
| Sprague Cleghorn | Montréal         | 18 | 7  | 6  | 13  |

### Gardiens de but

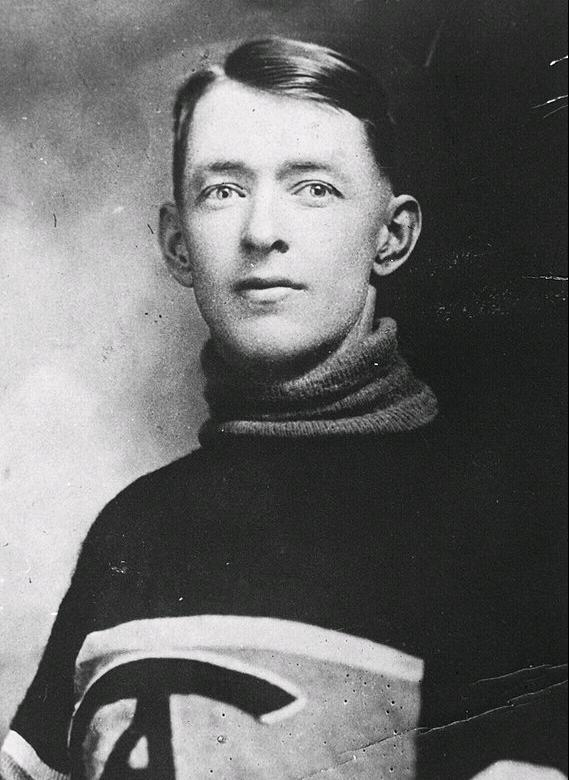
Georges Vézina gardien des Canadiens de Montréal.

Ce tableau reprend l'ensemble des gardiens de but ayant évolué au cours de la saison pour une des équipes de la LNH. La liste des joueurs est donnée sans aucun classement particulier autre que l'ordre alphabétique.
| Joueur         | Équipe   | PJ | Min   | BC | BL | MOY  | V  | D  | N |
| -------------- | -------- | -- | ----- | -- | -- | ---- | -- | -- | - |
| Clint Benedict | Ottawa   | 18 | 1 152 | 53 | 2  | 2,76 | 12 | 6  | 0 |
| Hap Holmes     | Toronto  | 2  | 120   | 9  | 0  | 4,50 | 0  | 2  | 0 |
| Bert Lindsay   | Toronto  | 16 | 998   | 83 | 0  | 4,99 | 5  | 11 | 0 |
| Georges Vézina | Montréal | 18 | 1 117 | 78 | 1  | 4,19 | 10 | 8  | 0 |

## Finale de la LNH
Une série au meilleur des sept matchs a lieu pour décider du vainqueur de la LNH qui doit affronter les Metropolitans de Seattle, champions de l'Association de hockey de la Côte du Pacifique, pour le gain de la Coupe Stanley. Les Canadiens de Montréal affrontent le Club de hockey d'Ottawa et ils remportent le trophée O'Brien en cinq matchs (4-1).
| 22 février | Montréal | 8-4 (1-2, 3-1, 4-1) | Ottawa |  |

| Feuille de match | Feuille de match | Feuille de match                                | Feuille de match | Feuille de match                       |
| ---------------- | --- | ----------------------------------------------- | --- | -------------------------------------- |
|                  | Pitre — 2 min 25 s - O. Cleghorn (McDonald) — 25 min 5 s O. Cleghorn (McDonald) — 28 min 35 s Lalonde (Malone) — 39 min 10 s - Lalonde (O. Cleghorn) — 41 min 35 s - Malone (Berlinguette) — 54 min 25 s Malone — 54 min 30 s Lalonde (Malone) — 55 min 5 s | 1-0 1-1 1-2 2-2 3-2 4-2 4-3 5-3 5-4 6-4 7-4 8-4 | - Denneny (Broadbent) — 3 min 35 s Cameron — 5 min 5 s - Darragh (S. Cleghorn) — 39 min 53 s - Darragh — 51 min 40 s - - | Arbitrage : Jack Marshall Harry Hyland |
| Vézina           | Gardiens | Benedict                                        | | Arbitrage : Jack Marshall Harry Hyland |
| 15 min           | Pénalités | 6 min                                           | | Arbitrage : Jack Marshall Harry Hyland |
|                  | |                                                 | | Arbitrage : Jack Marshall Harry Hyland |

| 27 février | Ottawa | 3-5 (0-0, 2-2, 1-3) | Montréal |  |

| Feuille de match | Feuille de match                                                 | Feuille de match                | Feuille de match | Feuille de match                            |
| ---------------- | ---------------------------------------------------------------- | ------------------------------- | --- | ------------------------------------------- |
|                  | Cameron (Denneny) — 24 min - Boucher — 39 min - Denneny — 58 min | 1-0 1-1 1-2 2-2 2-3 2-4 2-5 3-5 | - Malone (Corbeau) — 25 min Malone — 30 min - O. Cleghorn (Berlinguette) — 41 min O. Cleghorn — 46 min O. Cleghorn (Lalonde) — 50 min - | Arbitrage : Harvey Pulford Charlie McKinley |
| Benedict         | Gardiens                                                         | Vézina                          | | Arbitrage : Harvey Pulford Charlie McKinley |
| 17 min           | Pénalités                                                        | 25 min                          | | Arbitrage : Harvey Pulford Charlie McKinley |
|                  |                                                                  |                                 | | Arbitrage : Harvey Pulford Charlie McKinley |

| 1er mars | Montréal | 6-3 (2-0, 3-2, 1-1) | Ottawa |  |

| Feuille de match | Feuille de match | Feuille de match                    | Feuille de match                                                      | Feuille de match                       |
| ---------------- | --- | ----------------------------------- | --------------------------------------------------------------------- | -------------------------------------- |
|                  | Lalonde — 11 min 35 s Lalonde (Coutu) — 15 min 35 s Lalonde — 22 min 15 s Pitre — 27 min 15 s - Lalonde — 34 min 25 s - Lalonde — 57 min 45 s | 1-0 2-0 3-0 4-0 4-1 4-2 5-2 5-3 6-3 | - Broadbent — 28 min Gerard — 32 min 30 s - Broadbent — 48 min 35 s - | Arbitrage : Harry Hyland Jack Marshall |
| Vézina           | Gardiens | Benedict                            |                                                                       | Arbitrage : Harry Hyland Jack Marshall |
| 12 min           | Pénalités | 11 min                              |                                                                       | Arbitrage : Harry Hyland Jack Marshall |
|                  | |                                     |                                                                       | Arbitrage : Harry Hyland Jack Marshall |

| 3 mars | Ottawa | 6-3 (1-2, 3-1, 2-0) | Montréal | Dey's Arena 6 000 spectateurs |

| Feuille de match | Feuille de match | Feuille de match                    | Feuille de match                                                                              | Feuille de match                    |
| ---------------- | --- | ----------------------------------- | --------------------------------------------------------------------------------------------- | ----------------------------------- |
|                  | Gerard (Denneny) — 9 min - Denneny — 27 min Cameron (Nighbor) — 31 min S. Cleghorn (Broadbent) — 35 min - Gerard (Nighbor) — 48 min - | 1-0 1-1 1-2 2-2 3-2 4-2 4-3 5-3 5-4 | - Lalonde (Pitre) — 11 min O. Cleghorn — 19 min - Lalonde (Pitre) — 38 min - Boucher — 52 min | Arbitrage : Harvey Pulford Art Ross |
| Benedict         | Gardiens | Vézina                              |                                                                                               | Arbitrage : Harvey Pulford Art Ross |
| 21 min           | Pénalités | 26 min                              |                                                                                               | Arbitrage : Harvey Pulford Art Ross |
|                  | |                                     |                                                                                               | Arbitrage : Harvey Pulford Art Ross |

| 6 mars | Montréal | 4-2 (1-0, 1-1, 2-1) | Ottawa | 3 000 spectateurs |

| Feuille de match | Feuille de match | Feuille de match        | Feuille de match                                      | Feuille de match                       |
| ---------------- | --- | ----------------------- | ----------------------------------------------------- | -------------------------------------- |
|                  | Lalonde (Pitre) — 4 min 10 s - Malone (Lalonde) — 34 min 10 s Corbeau (Berlinquette) — 41 min 40 s - O. Cleghorn (McDonald) — 50 min | 1-0 1-1 2-1 3-1 3-2 4-2 | - Cameron — 22 min 10 s - S. Cleghorn — 45 min 10 s - | Arbitrage : Harry Hyland Jack Marshall |
| Vézina           | Gardiens | Benedict                |                                                       | Arbitrage : Harry Hyland Jack Marshall |
| 12 min           | Pénalités | 12 min                  |                                                       | Arbitrage : Harry Hyland Jack Marshall |
|                  | |                         |                                                       | Arbitrage : Harry Hyland Jack Marshall |

## Finale de la Coupe Stanley

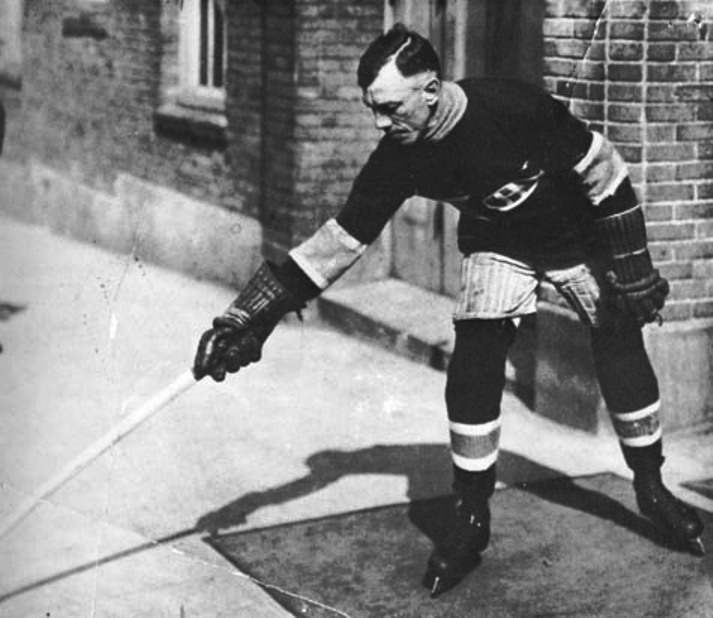
Joe Hall.

Après cinq parties, la série est à égalité 2-2 avec un match nul. Le dernier match a eu lieu le 29 mars. La sixième rencontre est prévue pour le 1er avril 1919 mais la pandémie de grippe espagnole force l'annulation de la série car plusieurs joueurs sont affectés. Quatre jours plus tard, un joueur des Canadiens, Joe Hall, meurt de cette épidémie.
| 19 mars | Seattle | 7-0 (2-0, 3-0, 2-0) | Montréal | Seattle Ice Arena 4 000 spectateurs |

| Feuille de match | Feuille de match | Feuille de match            | Feuille de match | Feuille de match          |
| ---------------- | --- | --------------------------- | ---------------- | ------------------------- |
|                  | Murray (Rickey) — 4 min 51 s Foyston — 11 min 34 s Murray (Wilson) — 25 min 58 s Foyston (R. McDonald) — 29 min 55 s Walker — 36 min 38 s Foyston — 40 min 43 s R. McDonald (Rickey) — 55 min 27 s | 1-0 2-0 3-0 4-0 5-0 6-0 7-0 | - -              | Arbitrage : Frederick Ion |
| Holmes           | Gardiens | Vézina                      |                  | Arbitrage : Frederick Ion |
| 0 min            | Pénalités | 0 min                       |                  | Arbitrage : Frederick Ion |
|                  | |                             |                  | Arbitrage : Frederick Ion |

| 22 mars | Seattle | 2-4 (0-1, 0-1, 2-2) | Montréal | Seattle Ice Arena 4 000 spectateurs |

| Feuille de match | Feuille de match                           | Feuille de match        | Feuille de match | Feuille de match          |
| ---------------- | ------------------------------------------ | ----------------------- | --- | ------------------------- |
|                  | - Rowe — 59 min 30 s Foyston — 59 min 38 s | 0-1 0-2 0-3 0-4 1-4 2-4 | Lalonde (Pitre) — 8 min 44 s Lalonde — 28 min 18 s Lalonde (Corbeau) — 48 min 17 s Lalonde (J. McDonald) — 58 min 16 s - - | Arbitrage : Frederick Ion |
| Holmes           | Gardiens                                   | Vézina                  | | Arbitrage : Frederick Ion |
| 3 min            | Pénalités                                  | 3 min                   | | Arbitrage : Frederick Ion |
|                  |                                            |                         | | Arbitrage : Frederick Ion |

| 24 mars | Seattle | 7-2 (4-0, 0-0, 3-2) | Montréal | Seattle Ice Arena 4 000 spectateurs |

| Feuille de match, | Feuille de match, | Feuille de match,                   | Feuille de match,                                                          | Feuille de match,         |
| ----------------- | --- | ----------------------------------- | -------------------------------------------------------------------------- | ------------------------- |
|                   | Foyston — 1 min 3 s Foyston — 7 min 41 s Wilson (Foyston) — 15 min 54 s Foyston (Wilson) — 18 min 36 s - Foyston — 52 min 39 s Murray (Wilson) — 52 min 51 s Rickey — 54 min 57 s | 1-0 2-0 3-0 4-0 4-1 4-2 5-2 6-2 7-2 | - O. Cleghorn (Pitre) — 43 min 21 s Berlinquette (Pitre) — 52 min 34 s - - | Arbitrage : Frederick Ion |
| Holmes            | Gardiens | Vézina                              |                                                                            | Arbitrage : Frederick Ion |
| 6 min             | Pénalités | 6 min                               |                                                                            | Arbitrage : Frederick Ion |
|                   | |                                     |                                                                            | Arbitrage : Frederick Ion |

| 26 mars | Seattle | 0-0 (2 pr) (0-0, 0-0, 0-0, 0-0, 0-0) | Montréal | Seattle Ice Arena 4 000 spectateurs |

| Feuille de match | Feuille de match | Feuille de match | Feuille de match | Feuille de match          |
| ---------------- | ---------------- | ---------------- | ---------------- | ------------------------- |
|                  |                  |                  |                  | Arbitrage : Frederick Ion |
| Holmes           | Gardiens         | Vézina           |                  |                           |
| 15 min           | Pénalités        | 12 min           |                  |                           |
|                  |                  |                  |                  |                           |

| 29 mars | Seattle | 3-4 (pr) (2-0, 1-0, 3-0, 1-0) | Montréal | Seattle Ice Arena |

| Feuille de match, | Feuille de match,                                                                                              | Feuille de match,           | Feuille de match,                                                 | Feuille de match,         |
| ----------------- | --- | --------------------------- | ----------------------------------------------------------------- | ------------------------- |
|                   | - Cleghorn (Coutu) — 44 min Lalonde (Berlinquette) — 45 min 4 s Lalonde — 56 min 8 s J. McDonald — 75 min 53 s | 0-1 0-2 0-3 1-3 2-3 3-3 4-3 | Foyston — 5 min 40 s Walker — 13 min 2 s Walker — 21 min 18 s - - | Arbitrage : Frederick Ion |
| Vézina            | Gardiens | Holmes                      |                                                                   | Arbitrage : Frederick Ion |
| 3 min             | Pénalités | 3 min                       |                                                                   | Arbitrage : Frederick Ion |
|                   | |                             |                                                                   | Arbitrage : Frederick Ion |